# Antonio Samorè

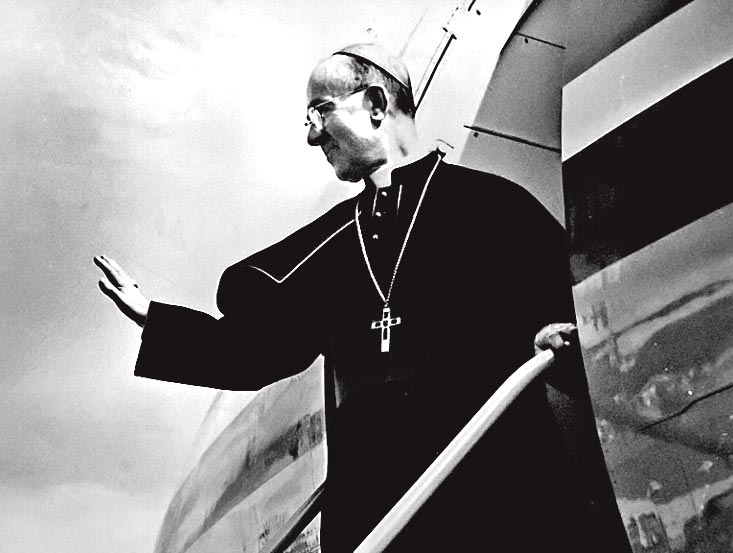
Antonio Samoré zu Besuch in Argentinien (1978)

Kardinalswappen

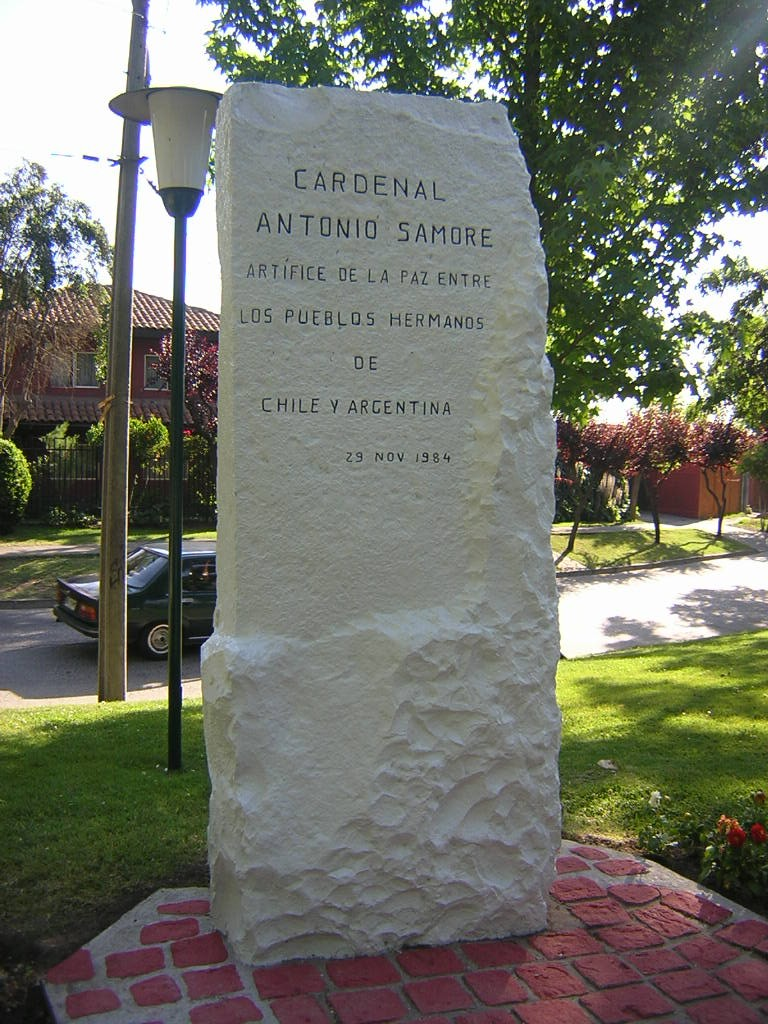
Monument zu Gedenken Antonio Samorès in Santiago de Chile

Antonio Kardinal Samorè (* 4. Dezember 1905 in Bardi, Provinz Parma, Italien; † 3. Februar 1983 in Rom) war ein italienischer Priester. Er war vatikanischer Diplomat und später Kurienkardinal der römisch-katholischen Kirche.

## Leben
Antonio Samorè studierte Philosophie und Katholische Theologie am Priesterseminar in Piacenza und an der Lateranuniversität in Rom. Am Collegium Alberoni in Piacenza wurde er zum Doktor der Theologie promoviert. Am 10. Juni 1928 empfing er das Sakrament der Priesterweihe und wurde anschließend als Gemeindeseelsorger im Bistum Piacenza eingesetzt. 1932 trat er in den diplomatischen Dienst des Heiligen Stuhls ein und arbeitete zunächst als Attaché und Sekretär bei der Apostolischen Nuntiatur in Litauen. Im Jahre 1938 wurde er Sekretär der Nuntiatur in der Schweiz. Von 1938 bis 1947 gehörte er dem Mitarbeiterstab des Staatssekretariats des Heiligen Stuhls an. In den Jahren von 1947 bis 1950 wirkte er als Berater der Apostolischen Delegation in den USA.
1950 ernannte ihn Papst Pius XII. zum Titularerzbischof von Ternobus und entsandte ihn als Apostolischen Nuntius nach Kolumbien. Die Bischofsweihe spendete ihm am 16. April 1950 Clemente Kardinal Micara, der Bischof von Velletri und Kardinalvikar für Rom; Mitkonsekratoren waren Filippo Bernardini, Apostolischer Nuntius in der Schweiz, und Alberto Carinci, Bischof von Boiano-Campobasso. 1953 berief Pius XII. ihn zum Sekretär der Kongregation für außerordentliche Aufgaben der Kirche. Er war – zusammen mit Hélder Câmara und Giovanni Montini – maßgeblich daran beteiligt, die 1. Generalkonferenz des lateinamerikanischen Episkopates 1955 in Rio de Janeiro zu ermöglichen, bei der der Lateinamerikanische Bischofsrat gegründet wurde. Als Pius XII. 1958 die Päpstliche Kommission für Lateinamerika einsetzte, wurde er deren erster Sekretär, 1967 wurde er deren Präsident. Zwischen 1962 und 1965 nahm Samorè als Konzilsvater am Zweiten Vatikanischen Konzil teil.
Am 29. Juni 1967 nahm Papst Paul VI. Antonio Samorè mit der Titelkirche Santa Maria sopra Minerva in das Kardinalskollegium auf und ernannte ihn ein Jahr später zum Präfekten der Kongregation für die Ordnung der Sakramente. 1968 war er einer der Präsidenten der 3. Generalkonferenz des lateinamerikanischen Episkopates in Medellín. Präfekt der Sakramentenkongregation blieb er bis 1974. In den folgenden Jahren arbeitete er als Bibliothekar und Archivar der Heiligen Römischen Kirche.
Zwischen 1978 und 1983 nahm Samorè als Päpstlicher Sondergesandter an der päpstlichen Vermittlung im Beagle-Konflikt zwischen Chile und Argentinien teil. Einer der Hauptstraßenpässe der südlichen Anden, der Paso Puyehue (chilenisch) bzw. El Rincón (argentinisch), wurde von beiden Staaten in Würdigung seiner Verdienste in Paso Fronterizo Cardenal Samoré umbenannt. Auch einer der Hauptgipfel des Monte Pissis, des dritthöchsten Berges Amerikas, trägt seinen Namen: Cardenal Samoré.
Antonio Samorè starb am 3. Februar 1983 in Rom und wurde in der Kirche des Karmeliterklosters von Vetralla beigesetzt.

## Auszeichnungen und Ehrungen
- 1954: Großkreuz des Verdienstordens der Italienischen Republik
- 1956: Großkreuz des Verdienstordens der Bundesrepublik Deutschland
- 1966: Großkreuz des Ordens des Infanten Dom Henrique
- 1979: Großkreuz des Ordens des heiligen Jakob vom Schwert